# سكوت وتون
سكوت وتون (بالإنجليزية: Scott Wootton)‏ (12 سبتمبر 1991 المملكة المتحدة - ) هو لاعب كرة قدم بريطاني، يلعب كمدافع.

## روابط خارجية
- سكوت وتون على موقع قاعدة بيانات كرة القدم.إي يو (الإنجليزية)
- سكوت وتون على موقع Soccerbase.com (لاعب) (الإنجليزية)
- سكوت وتون على موقع Soccerway.com (الإنجليزية)
- سكوت وتون على موقع عالم كرة القدم.نت (الإنجليزية)
- سكوت وتون على موقع AS.com (الإسبانية)